# Coupe ASOBAL 2002-2003
Navigation
Coupe ASOBAL 2001-2002 Coupe ASOBAL 2003-2004
La Coupe ASOBAL 2002-2003 est la 13e édition de la compétition qui a eu lieu les 28 et 29 décembre 2002 dans le Polideportivo Pisuerga de Valladolid.
Elle est remportée par le BM Valladolid pour la 1re fois.

## Équipes engagées et formule
Les équipes engagées sont le BM Valladolid qui est organise la compétition à domicile et les trois premières équipes du Championnat d'Espagne 2002-2003 à la fin des matchs aller, à savoir, le BM Ciudad Real, le Portland San Antonio et le FC Barcelone.
Le format de la compétition est une phase finale à 4 (demi-finale, finale) avec élimination directe.

## Résultats
|  | Demi-finales         | Demi-finales |               |    | Finale | Finale |
|  | Demi-finales         | Demi-finales |               |    | Finale | Finale |
|  |                      |              |               |    |        |        |
|  |                      |              |               |    |        |        |
|  |                      |              |               |    |        |        |
|  | BM Valladolid        | 29           |               |    |        |        |
|  | BM Valladolid        | 29           |               |    |        |        |
|  | Portland San Antonio | 22           |               |    |        |        |
|  | Portland San Antonio | 22           | BM Valladolid | 28 |        |        |
|  |                      |              | BM Valladolid | 28 |        |        |
|  |                      | FC Barcelone | 27            |    |        |        |
|  | FC Barcelone         | FC Barcelone | 27            | 35 |        |        |
|  | FC Barcelone         |              |               | 35 |        |        |
|  | BM Ciudad Real       | 34           |               |    |        |        |
|  | BM Ciudad Real       | 34           |               |    |        |        |